# Svartsmarafjärden
Svartsmarafjärden är en fjärd i Åland (Finland). Den ligger i den västra delen av landskapet, 19 km norr om huvudstaden Mariehamn.
I omgivningarna runt Svartsmarafjärden växer i huvudsak blandskog. Runt Svartsmarafjärden är det glesbefolkat, med 19 invånare per kvadratkilometer.